# Hesperumia fumosaria
Hesperumia fumosaria là một loài bướm đêm trong họ Geometridae.